# Rai Cultura

Rai Cultura – rodzina dwóch kanałów telewizyjnych należących do włoskiego nadawcy publicznego Rai – Radiotelevisione italiana i prezentujących głównie programy popularnonaukowe i edukacyjne, np. kursy językowe. W Polsce oba kanały można oglądać w niekodowanym przekazie cyfrowym z satelity Hot Bird.